# Race of Champions (Brands Hatch)
A Race of Champions foi uma corrida que era disputada fora do campeonato de Fórmula 1 no circuito de Brands Hatch em Kent, Reino Unido, entre os anos de 1965 e 1979, e novamente em 1983. A corrida atraía as principais equipes participantes do campeonato de Fórmula 1. A última corrida disputada foi a última corrida extra-campeonato da Fórmula 1 e foi vencida por Keke Rosberg, piloto da Williams-Cosworth na época.

## Vencedores da Race of Champions

### Por ano
| Ano         | Piloto             | Construtor    | Resumo        |
| ----------- | ------------------ | ------------- | ------------- |
| 1983        | Keke Rosberg       | Williams      | Detalhes      |
| 1982 - 1980 | Não disputada      | Não disputada | Não disputada |
| 1979        | Gilles Villeneuve  | Ferrari       | Detalhes      |
| 1978        | Não disputada      | Não disputada | Não disputada |
| 1977        | James Hunt         | McLaren       | Detalhes      |
| 1976        | James Hunt         | McLaren       | Detalhes      |
| 1975        | Tom Pryce          | Shadow        | Detalhes      |
| 1974        | Jacky Ickx         | Lotus         | Detalhes      |
| 1973        | Peter Gethin       | Chevron †     | Detalhes      |
| 1972        | Emerson Fittipaldi | Lotus         | Detalhes      |
| 1971        | Clay Regazzoni     | Ferrari       | Detalhes      |
| 1970        | Jackie Stewart     | March         | Detalhes      |
| 1969        | Jackie Stewart     | Matra         | Detalhes      |
| 1968        | Bruce McLaren      | McLaren       | Detalhes      |
| 1967        | Dan Gurney         | Eagle         | Detalhes      |
| 1966        | Não disputada      | Não disputada | Não disputada |
| 1965        | Mike Spence        | Lotus         | Detalhes      |

† Carro de Fórmula 5000